# Stalaggh
Stalaggh (stilisiert als :STALAGGH:) ist ein niederländisch-belgisches Musikprojekt, das seit 2007 unter dem Namen Gulaggh (:GULAGGH:) in Erscheinung tritt. Vom musikalischen Mainstream weitgehend unbemerkt, machte das Kollektiv mit Aufnahmen der Schreie psychisch Kranker vor allem in der Metal-Szene auf sich aufmerksam. Die obskuren Vertonungen verbinden Elemente von Noise, Drone, Dark Ambient und Black Metal miteinander.

## Name und Konzept
Das Musikprojekt Stalaggh wurde im Jahr 2000 von mehreren Musikern der niederländischen und belgischen Black-Metal-, Noise- und Ambient-Szenen gegründet.
Weder die genaue Anzahl der Mitglieder noch deren Identitäten sind bekannt, auch gibt es keine Live-Auftritte. Nach einer musikalischen Neuorientierung benannte sich das Projekt 2007 in Gulaggh um. Die Bezeichnung Stalag steht als Abkürzung für die Stammlager der Wehrmacht im Zweiten Weltkrieg, Gulag werden die vor allem unter Josef Stalin betriebenen Arbeitslager der Sowjetunion genannt. Der jeweilige Namenszusatz GH steht für „Global Holocaust“ und laut eigenen Angaben als Metapher für die „totale Auslöschung menschlichen Lebens“.
Besonderes Markenzeichen der Aufnahmen ist die Einbindung der Schreie von Psychiatriepatienten, die zur Authentizität der zu vermittelnden Botschaft beitragen sollen. In mehreren im Internet kursierenden Textinterviews beschreibt sich die Gruppe selbst als „Nihilistik Misanthropik Audio-Terror-Projekt“ und lehnt kreative Begriffe wie „Band“ und „Kunst“ strikt ab.
Vielmehr handle es sich bei Stalaggh bzw. Gulaggh um eine Entität, die mit ihren Projekten (Alben) eine nihilistisch-misanthropische Botschaft verbreiten will. Treibende Kraft sei dabei die ideologische Verbundenheit der Mitglieder untereinander sowie mit ihren „Stimmen“.

“Humans should realize that their existence is futile. :STALAGGH: is not art nor therapy, and should not be seen as such.”

„Die Menschen sollten begreifen, dass ihre Existenz sinnlos ist. :STALAGGH: ist weder Kunst noch Therapie und sollte nicht als solche gesehen werden.“

## Werk

### Stil

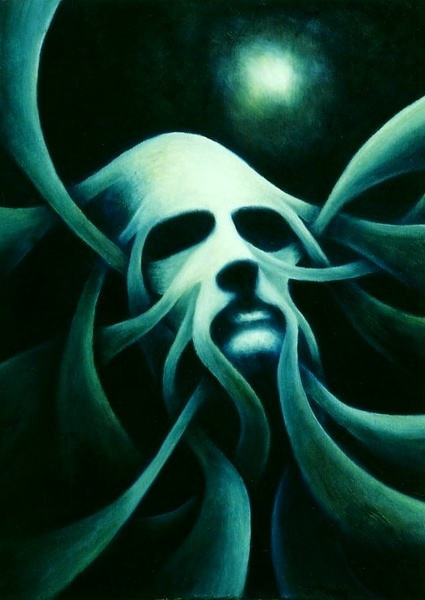
Ölgemälde von Jeroen van Valkenburg (2000)

Die Musik von Stalaggh lässt sich nur schwer einem einzelnen Genre zuordnen. Zwar liegen Konzept, Ausdruck und Instrumentierung nahe dem Black Metal, die Gruppe besteht jedoch auf die Bezeichnung „Nihilistik Misanthropik Audio-Terror“ für die Beschreibung ihres Werks. Nach eigenen Angaben werden die dunkelsten und bedrohlichsten Elemente extremer Musikformen mit den negativen Emotionen psychisch Kranker gemischt. Ein gewöhnlicher Black-Metal-Sänger könne Schmerz, Angst und Hass niemals so authentisch und intensiv vermitteln wie die Schreie wirklich Leidender. Die Aufnahmen entstünden als spontane „Anti-Kunst“ ohne Texte, Melodie oder Harmonie. Sie sollen an depressive und trübselige Menschen appellieren und ein „exaktes Gegenteil zur Wohlfühlmusik“ im Radio und auf MTV bilden.
Ein Mitglied des Kollektivs arbeitet in einer psychiatrischen Anstalt in den Niederlanden, wodurch die Musiker Zugang zu Patienten erhalten. Gegenüber der Einrichtungen geben sie an, Konzeptkunst zu machen, um leichter an die Kranken herangelassen zu werden. Einmal soll sogar ein klassisches Musikstück als Täuschung eingespielt worden sein. Stalaggh arbeiteten bereits mit Menschen zusammen, die unter Schizophrenie, Borderline-Syndrom, multipler Persönlichkeitsstörung oder verschiedenen Psychosen leiden. Ein Mann, der für den Mord an seiner Mutter im Alter von 16 Jahren einige Jahre in einer Hochsicherheitsanstalt verbrachte, soll auf mehreren Tonträgern zu hören sein und sich bei den Aufnahmen exzessiv selbst verletzt haben. Von einem weiteren Patienten, der unter Anorexia nervosa und Borderline litt,  wird behauptet, er habe wenige Monate nach den Aufnahmen Suizid begangen. Bisher waren auf jedem Album andere Psychiatriepatienten beteiligt, wovon
es einigen gestattet war, ihre Einrichtungen temporär zu verlassen.

“The mind of the mentally deranged is far more interesting than the minds of sane people. Living in constant fear and pain causes the soul to fill with hate and despair and will give you visions of the realms of darkness and death.”

„Der Verstand psychisch Gestörter ist viel interessanter als jener eines gesunden Menschen. Durch das permanente Leben in Angst und Schmerz füllt sich die Seele mit Hass und Verzweiflung und gibt Vorstellungen vom Reich der Finsternis und des Todes.“

### Veröffentlichungen
Stalaggh veröffentlichten drei Studioalben, die jeweils nur aus einem Track bestehen, zwei EPs und eine Compilation. Der erste Teil einer Trilogie Projekt Nihil mit dem Hauptthema Nihilismus erschien 2003 bei New Era Productions und soll dem Hörer die „Sinnlosigkeit seiner Existenz“ vermitteln. Während der Aufnahmen zum Nachfolgealbum Projekt Terror kam es zu einem Zwischenfall, bei dem eines der Mitglieder von einem Patienten beinahe stranguliert wurde. Die Würgegeräusche sind angeblich auf der Platte zu hören. Während die Schreie auf dem ersten Album noch dezenter eingesetzt wurden, rücken sie bei diesem Tonträger in den Vordergrund.
Mit dem Abschluss der Trilogie Projekt Misanthropia entstand das bis dahin aufwendigste Werk der Gruppe. Im ersten Arbeitsschritt nahmen die Musiker mit sieben Patienten in einem baufälligen Fabrikgebäude auf. Danach erfolgte eine weitere Aufnahme von Schreien in einem vakanten Kloster, wobei die Stimmen des ersten Aufnahmeschritts im Hintergrund liefen. Abschließend improvisierte man im Studio Black-Metal-Elemente. Sämtliche Stimmaufnahmen wurden nicht digital nachbearbeitet.

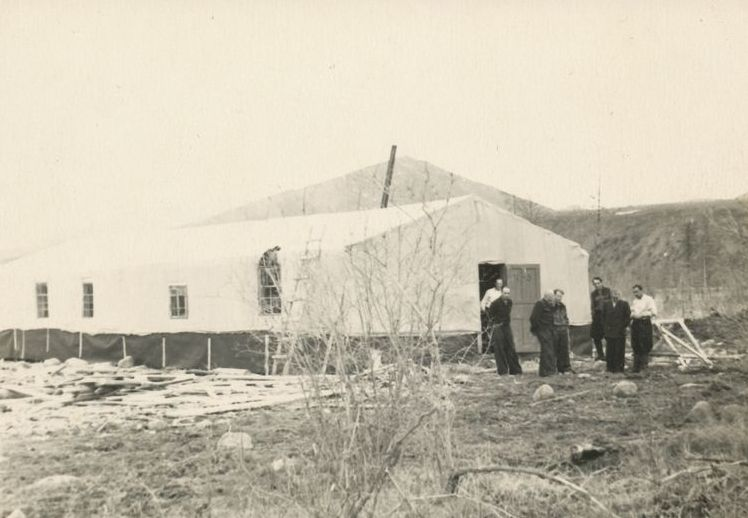
Gulag in der Kolyma-Region (1957)

2007 formierte sich die Gruppe neu und setzte sich unter dem Namen Gulaggh die Aufnahme einer weiteren Album-Trilogie zum Ziel. Der erste Tonträger Vorkuta wurde nach dem gleichnamigen Arbeitslager benannt und erschien erstmals 2008 beim Stammlabel New Era. Um die Kälte und Trostlosigkeit der Lagerbedingungen nachzustellen, wurden ausschließlich klassische Instrumente wie Klavier, Violine, Cello oder Trompete eingespielt – als „Perversion und Inversion klassischer Musik“, allerdings auf eigensinnige Art und Weise. Insgesamt waren an den Aufnahmen mehr als zehn Musiker und über 40 Stimmen, darunter Vergewaltigungsopfer und ehemalige Prostituierte sowie etwa 30 Kinderstimmen, beteiligt. Das Album beginnt mit dem Exzerpt einer Stalin-Rede. Die geplanten Nachfolgewerke Kolyma und Norilsk, ebenfalls nach Gulag-Standorten nördlich des Polarkreises benannt, wurden bislang nicht veröffentlicht. Auf ersterem sollen die Schreie gebürtiger Gehörloser für einen „animalischeren und chaotischeren“ Klang sorgen, während insgesamt eine bombastischere Produktion angedacht ist. Nach Abschluss dieser Werke soll das Kollektiv aufgelöst werden.

### Kollaborationen

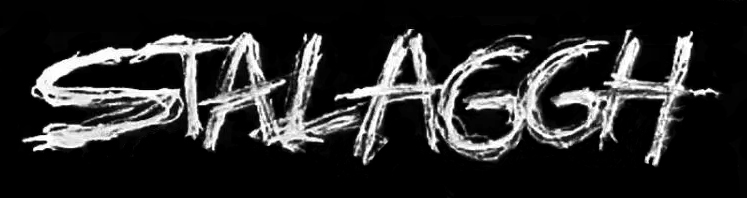
Von einem Patienten gezeichneter Schriftzug zu Pure Misanthropia

Trotz der Wahrung ihrer Anonymität arbeiteten Stalaggh bereits mehrfach mit anderen Künstlern zusammen. Nachdem man im Internet auf ihn aufmerksam geworden war, entwarf der niederländische neopagane Maler Jeroen van Valkenburg die Cover der „Projekt“-Trilogie, die jeweils traurige oder angsterfüllte Gesichter mit leerem Blick zeigen. Ein unter Schizophrenie leidender Patient steuerte eine Zeichnung bei, die das Cover der Limited Edition der dritten LP, Pure Misanthropia, ziert und ebenfalls ein verstörtes Gesicht zeigt. Zusätzlich zum Album Projekt Terror wurde von der Produktionsfirma Rigor Mortis ein siebenminütiger Schwarzweißfilm gedreht, der unter anderem Bilder von Konzentrationslagern aneinanderreiht.
Um einen extremeren, volleren Klang zu erreichen, wurde für Projekt Misanthropia der Berliner Ambient-Produzent Osman Arabi engagiert, der bereits die ersten beiden Alben remastered hatte, und Kontakte zu Autopsy Kitchen, Basilisk und Autumn Wind Records initiierte. Arabi, der laut eigenen Angaben unentgeltlich für das Kollektiv gearbeitet hatte, kritisierte die Musiker 2008 in seinem Blog. Den ohne seine Kenntnis erfolgten Remix seines separat aufgenommenen, 45-minütigen elektronischen Hintergrundtracks bezeichnete er als „Desaster“. Außerdem sei sein Originalmix unautorisiert auf der Limited Edition des Albums veröffentlicht worden.

## Rezeption
Sowohl die Musik von Stalaggh bzw. Gulaggh als auch deren Praktiken werden kontrovers diskutiert. Pitchfork bezeichnete das Projekt als eine der nicht nur klanglich, sondern auch philosophisch „herausforderndsten“ Bands, die viele mit ihren Intentionen und Werk verstören würde.
Verschiedenste Websites reihen Stalaggh – ungeachtet deren Abneigung gegen den Terminus „Band“ – unter die bizarrsten und furchteinflößendsten Musikgruppen. Die Gruppe selbst begrüßt die Diskussionen, wird jedoch aufgrund ihrer Behauptungen nicht selten mit Authentizitätszweifeln bedacht und als „Witz“ oder „moderner Mythos“ abgetan.
Gegen Vorwürfe, man würde den Geisteszustand der Patienten zum eigenen Vorteil ausnutzen, wehren sich die Musiker. Nicht nur hätten alle Patienten eine schriftliche Einverständniserklärung abgegeben, die meisten teilten auch das negative Weltbild der Gruppe. Einige sollen die Aufnahmen sogar als „beste Therapie, die sie je hatten“ bezeichnet haben. Auch nannten die Musiker persönliche Kontakte zu einzelnen Patienten, von denen viele einer erneuten Zusammenarbeit durchaus zugeneigt wären.
Mit Briefen und Fotos von Fans, die sich selbst Wunden zufügten, während sie der „Musik“ lauschten, rühmte sich die Gruppe 2007 im Interview mit Pitchfork.
Der für seine musikhistorisch umstrittenen Ansichten bekannte Journalist Piero Scaruffi bewertete sechs Veröffentlichungen und vergab zwischen 5 und 7.5 von 10 Punkten. Am besten schnitt dabei das Debütalbum ab, welches es schaffe, „Wellen um Wellen von dickem, ohrenbetäubenden, lavaartigen Feedback über höllische Schreie zu stapeln“ und ein enger Verwandter von Lou Reeds Metal Machine Music sei. Nach 20 Minuten „kakophonischer Musik“ erfolge ein weiteres „orgastisches Crescendo der Wildheit, das jede Vorstellung von ‚Musik‘ pulverisiere“. Versuche der Gruppe auf Pure Misanthropia „gothic“ zu klingen, empfand der Kritiker als „albern“. Auf Vorkuta dauere es zwar 20 Minuten, bis sich die Stimmen zu einer „ernsthaften Komposition verschmelzen“, danach wandle sich das Stück jedoch in einen „lockeren Noise-Jazz-Jam“, aus dem die Stimmen „gleich einem Hitchcockschen Vögelscharm hervorkommen“.
Mark Hensch, der das Werk von Stalaggh als „brutale Gegenkultur“ und seiner Zeit um Jahre voraus sieht, konnte trotz allem eine Ironie in der hochgradig unkonventionellen Arbeit sehen: Indem sie psychisch Kranken die Chance gebe, höchst persönliche Gefühle wie Hass und Traurigkeit zu vertonen, fände die Gruppe eine Art „pervertierte Schönheit in der Menschheit“, der sie vorgeblich mit Verachtung gegenüber steht.

## Diskografie
Stalaggh
- 2001: Stalaggh (EP, New Era Productions)
- 2003: Projekt Nihil (New Era Productions)
- 2004: Projekt Terror (Total Holocaust Records)
- 2006: Projekt Misanthropia (EP, New Era Productions)
- 2006: Nihilistik Terror (Compilation, Autopsy Kitchen Records)
- 2007: Projekt Misanthropia (Autopsy Kitchen Records)
- 2008: Pure Misanthropia (Limited Edition, New Era Productions)

Gulaggh
- 2008: Vorkuta (New Era Productions)